# هانس خواكيم فاغنر
هانس خواكيم فاغنر (بالألمانية: Hans-Joachim Wagner)‏ هو لاعب كرة قدم ألماني في مركز الدفاع، ولد في 31 يناير 1955 في إسن في ألمانيا. لعب مع بوروسيا دورتموند وروت فايس إيسن.

## وصلات خارجية
- هانس خواكيم فاغنر على موقع قاعدة بيانات كرة القدم.إي يو (الإنجليزية)
- هانس خواكيم فاغنر على موقع بيانات كرة القدم. دي إي (الألمانية)